# Rina
Rina je žensko osebno ime.

## Izvor imena
Ime Rina je različica ženskih osebnih imen Katarina, Marina, Sabrina oziroma Severina.

## Pogostost imena
Po podatkih Statističnega urada Republike Slovenije je bilo na dan 31. decembra 2007 v Sloveniji število ženskih oseb z imenom Rina: 67.

## Osebni praznik
Osebe z imenom Rina lahko godujejo takrat kot osebe, ki nosijo ime Katarina.